# روبن بيدرسن
روبن بيدرسن (بالنرويجية البوكمول: Robin Pedersen)‏ هو متزلج قفز نرويجي، ولد في 31 أغسطس 1996 في مو إي رانا في النرويج.

## وصلات خارجية
- روبن بيدرسن على موقع الاتحاد الدولي للتزلج (القفز التزلجي) (الإنجليزية)